# Zheng Zhihui
Zheng Zhihui (* 20. September 1991) ist eine ehemalige chinesische Sprinterin, die sich auf den 400-Meter-Lauf spezialisiert hat.

## Sportliche Laufbahn
Erste Erfahrungen bei internationalen Meisterschaften sammelte Zheng Zhihui im Jahr 2010, als sie bei den Asienspielen in Guangzhou in 3:30,89 min gemeinsam mit Tang Xiaoyin, Chen Lin und Chen Jingwen die Bronzemedaille mit der chinesischen 4-mal-400-Meter-Staffel hinter den Teams aus Indien und Kasachstan gewann. Im Jahr darauf erreichte sie bei der Sommer-Universiade in Shenzhen das Halbfinale im 400-Meter-Lauf und schied dort mit 53,72 s aus und sicherte sich im Staffelbewerb in 3:34,09 min gemeinsam mit Ruan Zhuofen, Yang Qi und Chen Jingwen die Bronzemedaille hinter Russland und dem Vereinigten Königreich. Anschließend startete sie mit der Staffel bei den Weltmeisterschaften in Daegu, verpasste dort aber mit 3:32,39 min den Finaleinzug. Im September 2013 bestritt sie bei den Nationalen Spielen in Shenyang ihren letzten offiziellen Wettkampf und beendete daraufhin ihre aktive sportliche Karriere im Alter von 22 Jahren.

## Persönliche Bestzeiten
- 400 Meter: 53,58 s, 23. September 2012 in Kunshan
  - 400 Meter (Halle): 55,59 s, 27. Januar 2008 in Shanghai